# Marcel Schoeters
Marcel Schoeters (Kontich, 8 augustus 1925 - 17 oktober 2013) was een Belgisch senator.

## Levensloop
Marcel Schoeters kwam in 1947, na het middelbaar onderwijs te hebben voltooid aan het Koninklijk Atheneum in Berchem, in dienst bij de socialistische vakbond ABVV in Antwerpen, als boekhouder, administrateur en secretaris voor de sector 'gemengde vakken' van de Algemene Centrale. In 1970 werd hij gewestelijk voorzitter van de Algemene Centrale en in 1976 voorzitter van de gewestelijke afdeling ABVV regio Antwerpen. 
Als syndicaal verantwoordelijke voor de petroleumsector leidde hij in 1978-79 de maandenlange bezetting van de petroleumraffinaderij RBP. Als voorzitter van de Antwerpse Socialistische Gemeenschappelijke Actie werd hij in 1978 geconfronteerd met het faillissement van de Volksgazet. Hij werd, na de afwikkeling ervan, voorzitter van de raad van bestuur van nv De Roos, uitgever van De Morgen. 
In 1983 werd hij lid van het bureau van het federaal ABVV en in 1984 voorzitter van de Socialistische Mutualiteiten in Antwerpen. In december 1987 nam hij afscheid van de Algemene Centrale.
Schoeters werd in oktober 1985 voor de SP verkozen in de Senaat als rechtstreeks gekozen senator voor het arrondissement Antwerpen en vervulde dit mandaat tot in november 1991. In de periode december 1985-november 1991 had hij als gevolg van het toen bestaande dubbelmandaat ook zitting in de Vlaamse Raad. De Vlaamse Raad was vanaf 21 oktober 1980 de opvolger van de Cultuurraad voor de Nederlandse Cultuurgemeenschap, die op 7 december 1971 werd geïnstalleerd, en was de voorloper van het huidige Vlaams Parlement.  
Van 1991 tot aan zijn overlijden was hij voorzitter van Heropbeuring vzw De Mick, een zorgbedrijf met ziekenhuis, revalidatiecentrum, MS-centrum, ouderenzorg en gehandicaptenzorg in Brasschaat. 
De uitvaartplichtigheid vond plaats in het crematorium van Wilrijk, zijn laatste rustplaats kreeg hij op de oude strooiweide van het Schoonselhof.